# Фарзалибеков, Марахим Фарзали оглы
Фарзалибеков Марахим Фарзали оглы (род. 26 июня 1949, Баку) — Режиссер азербайджанского театра, главный режиссер Бакинского муниципального театра, Народный артист Азербайджана (2000).

## Жизнь и деятельность
Марахим Фарзалибеков родился 26 июня 1949 года в Баку. Окончил среднюю школу № 56. Интерес к сцене он проявлял еще со школы. С того времени он играл эпизодические роли в спектаклях, поставленных в Народном театре ДК им. 26-х. Однако в основном он проявлял интерес к режиссерскому творчеству. После окончания средней школы работал студентом-лаборантом в творческой фотостудии Союза журналистов Азербайджанской Республики, ассистентом кинооператора в Сураханском районном доме культуры, заведующим пионерским драмматическим кружком «Шефег». Он переехал в Ленинград (ныне Санкт-Петербург), чтобы получить высшее образование. Здесь он поступил на режиссерский факультет Государственного института театральной и музыкальной кинематографии. В течение пяти лет (1970—1975) обучался тонкостям избранной специальности у всемирно известного режиссера, народного артиста СССР, профессора Георгия Товстоногова. В качестве дипломной работы подготовил мюзикл-оперетту «Здравствуй, Долли» драматурга Майкла Стюарта и композитора Джерри Германа для выступления в русской секции Азербайджанского государственного театра музыкальной комедии. После этого на протяжении всей своей карьеры он больше не обращался к жанру оперетты, лишь готовил пьесы в драматическом театре. После окончания института он был направлен в Государственный русский драматический театр имени Михаила Лермонтова в Грозном, столице Чеченской Автономной Республики. По действующему порядку назначения он проработал в этом театре режиссером-постановщиком два года (16 ноября 1975 г. — 18 августа 1977 г.). В этом опытном коллективе они исполнили драму «Трамвай мечты» Теннесси Уильямса, комедию «Тартюф» Жана-Батиста Мольера, спектакль «Зимняя ночь» Бориса Васильева, психологическую трагикомедию «Фантазия Фарятьева» Аллы Соколовой. , «Счастье Егеляна» Евгения Сефипа и Николая Новицкого, детская сказка Сергея Михалкова «Зайчик Ловга» дал интересные сценические конструкции.
Затем работал главным режиссером Сумгаитского государственного драматического театра (1 ноября 1977 г. — 9 марта 1981 г.). Приказом Министерства культуры Азербайджана назначен директором Академического национального драматического театра (9 марта 1981 года). Здесь он в основном ставил произведения современных азербайджанских драматургов, а также мировую классику в различных жанрах.
По приглашению Нахичеванского государственного музыкально-драматического театра спектакли «Марш Помпеи на Кавказ» и «Атабейлар» Наримана Гасанзаде, «Любовь, Дьявол и Ламбада» Марата Хагвердиева (8 июня 1991 года) и «Достоинство» (19 марта 1982 года) готовились к выступлению в Азербайджанском государственном театре юного зрителя.
В начале 1980-х годов совместно с труппой Театра киноактёра, действовавшей при киностудии «Азербайджанфильм» имени Джафара Джаббарлы, были поставлены «Текан» («Безкорневые ветки») Мамеда Мурада, «Кровавая свадьба» Гарсиа Лорки в переводе Тофика Кязымова, спектакль Александра Никитина в переводе Гейбуллы Расулова «Одна ночь на Апшероне».
12 января 2006 года приказом Министерства культуры республики назначен главным режиссером Академического национального драматического театра. 12 мая 2010 года освобожден от должности главного режиссера театра по собственному желанию. С 2018 года является главным режиссером Бакинского муниципального театра.

## Награды
- Заслуженный артист Азербайджанской Республики — 1 декабря 1982 г.
- Народный артист Азербайджанской Республики — 28 октября 2000 г.[1]
- Персональная пенсия Президента Азербайджанской Республики — 1 апреля 2005 г.[3]
- Премия Джафара Джабарлы — 2013 г.[4]
- Орден «Слава» — 10 июля 2019 г.[5]

## Фильмография
1. Наша странная судьба (фильм, 2005)
2. Волчонок (фильм, 1997)
3. Восходящее солнце (фильм, 2002)
4. Окно печали (фильм, 1986)
5. Красный снег (фильм, 1998)
6. Мой белый город (фильм, 1993)
7. Привет с того света (фильм, 1991)
8. Ты всегда с нами (фильм, 1997)